# Hoplia moerens
Hoplia moerens är en skalbaggsart som beskrevs av Waterhouse 1875. Hoplia moerens ingår i släktet Hoplia och familjen Melolonthidae. Inga underarter finns listade i Catalogue of Life.